# Hydropsyche asopos
Hydropsyche asopos is een schietmot uit de familie Hydropsychidae. De soort komt voor in het Oriëntaals gebied.